# Delator
Delator (en llatí plural delatores, en femení delatrix) era, a l'antiga Roma, un denunciant, algú que presentava davant d'un tribunal una acusació contra algú altre.
S'aplicava originàriament a aquelles persones que comunicaven als funcionaris d'hisenda els diners que algú devia a l'erari. El concepte es va estendre a tots aquells que informaven sobre qualsevol delicte i als que presentaven una acusació pública (certa o no) contra una persona amb l'objectiu d'aconseguir diners. Hi havia doncs delators de dos tipus, els que simplement denunciaven i els que actuaven com a fiscals acusadors davant d'un tribunal.
August, va legislar per estimular la delació, atorgant recompenses pecuniàries a aquells que aconseguien la condemna dels delinqüents contra les lleis relacionades amb el matrimoni, segons diu Tàcit. La Lex Julia de majestatis recompensava al fiscal amb una quarta part del patrimoni dels condemnats, explica Tàcit, i va donar un estímul fatal a aquest tipus de personatge. Tiberi al principi del seu regnat es va esforçar per limitar la pràctica, però després el delator va ser un dels personatges importants durant el seu mandat. Tiberi sospitava de tothom i va organitzar una potent xarxa d'espies i delators. Calígula de bon començament va negar que tingués delators pagats per l'erari, diu Suetoni, i Neró va reduir les recompenses dels que perseguien els delinqüents contra la llei Julia et Papia Poppaea a la quarta part del que es podia cobrar legalment. Titus els va castigar severament, i Domicià al principi va seguir el seu exemple, però aviat es va mostrar disposat a utilitzar-los com a instruments de la seva cobdícia. Segons Plini el Vell, Trajà els va desterrar, i Constantí els va denunciar per un rescripte.